# Кшипниця
Кшипниця (пол. Krzypnica) — село в Польщі, у гміні Ґрифіно Грифінського повіту Західнопоморського воєводства.
Населення — 208 осіб (2011).
У 1975-1998 роках село належало до Щецинського воєводства.

## Демографія
Демографічна структура станом на 31 березня 2011 року:
|          | Загалом | Допрацездатний вік | Працездатний вік | Постпрацездатний вік |
| -------- | ------- | ------------------ | ---------------- | -------------------- |
| Чоловіки | 99      | 22                 | 69               | 8                    |
| Жінки    | 109     | 19                 | 65               | 25                   |
| Разом    | 208     | 41                 | 134              | 33                   |